# جورج ستولنويرك
جورج ستولنويرك (بالألمانية: Georg Stollenwerk)‏ مواليد 19 ديسمبر 1930 في دورن، جمهورية فايمار - الوفاة 30 أبريل 2014 في كولونيا، كان لاعب كرة قدم ألماني كان يلعب كمدافع. سبق له أن لعب في كأس العالم لكرة القدم مع منتخب بلاده.

## المسيرة الاحترافية

### أندية لعب لها
- نادي كولن

## روابط خارجية
- جورج ستولنويرك على موقع الاتحاد الدولي (مؤرشف)  (الإنجليزية)
- جورج ستولنويرك على موقع قاعدة بيانات كرة القدم.إي يو (الإنجليزية)
- جورج ستولنويرك على موقع بيانات كرة القدم. دي إي (الألمانية)
- جورج ستولنويرك على موقع ناشيونال فوتبول تيمز (الإنجليزية)
- جورج ستولنويرك على موقع عالم كرة القدم.نت (الإنجليزية)
- جورج ستولنويرك على موقع أوليمبيديا (الإنجليزية)